# Эффект Стрейзанд
Эффект Стрейзанд (англ. Streisand effect) — социальный феномен, выражающийся в том, что попытка изъять определённую информацию из публичного доступа (цензура) приводит лишь к её более широкому распространению (обычно посредством интернета). К примеру, попытка ограничения доступа к фотографии, файлу, тексту или числу (например, юридическими методами) приводит к дублированию данной информации на других серверах, появлению её в файлообменных сетях или иному тиражированию.

## Происхождение названия

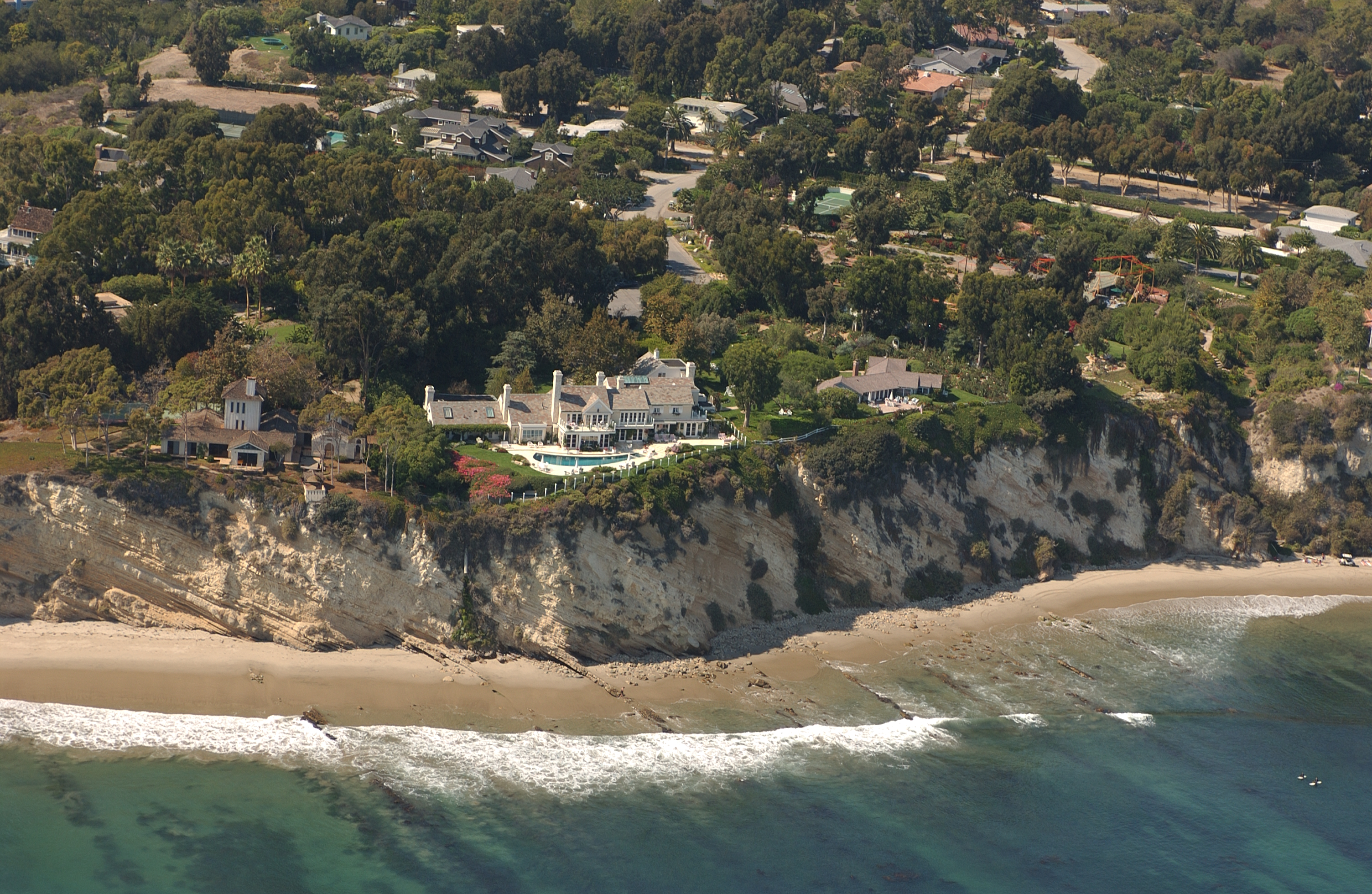
Фотография побережья номер 3850 из проекта California Coastal Records Project, на которой запечатлены владения Стрейзанд (2002 год)

Термин «Эффект Стрейзанд» получил распространение после происшествия в 2003 году, когда Барбра Стрейзанд обратилась в суд с требованием взыскать с фотографа Кеннета Адельмана (англ. Kenneth Adelman) и сайта Pictopia.com 50 миллионов долларов США, так как фотография её дома была доступна среди более чем 12 200 других фотографий побережья Калифорнии. Адельман утверждал, что сфотографировал дом наряду с другими домами на побережье в рамках проекта California Coastal Records Project, изучающего эрозию побережья по разрешению и заказу правительства (англ. government-sanctioned and government-commissioned).
До того как адвокаты Стрейзанд подали судебный иск, фотография номер 3850 (на которой запечатлён дом Стрейзанд) была скачана с сайта проекта всего шесть раз — из них два скачивания были произведены самими адвокатами. 10 мая 2004 года суд отклонил требования Стрейзанд и потребовал, чтобы Стрейзанд компенсировала судебные расходы Адельмана в размере 154 тысяч долларов.
Позже журналист Пол Роджерс (San Jose Mercury News) заметил, что в результате распространения информации об иске фотография дома Стрейзанд стала очень популярна в интернете. В частности, через месяц после подачи иска в суд изображение было просмотрено более чем 420 тысячами посетителей.
Адельман заявил, что информация о судебном иске привлекла к его веб-сайту внимание более миллиона посетителей, а фотографию использовало в своём фотоархиве информационное агентство Associated Press, и это, в свою очередь, привело к её перепечатке множеством газет по всей планете.
Сам термин впервые был употреблён в начале 2005 года блогером по имени Майк Масник, основавшим и ведущим известный блог Techdirt.com.

## Примеры
- Забыть Герострата.
- В январе 1989 года Терри Раколта из Мичигана начала публичную кампанию, требуя запретить ситком «Женаты… с детьми», транслируемый по телеканалу Fox.

[За это] мы посылали ей цветы каждый год. Она пыталась убрать нас из эфира, но своими действиями лишь вывела на первые полосы «Нью-Йорк таймс». И это удвоило нашу аудиторию.
Оригинальный текст (англ.)We sent her flowers every year. She tried to get us off the air and all it did was get us on the front of The New York Times. And it doubled our audience.
— Кэти Сагал
- После связанной с употреблением MDMA смерти британской школьницы Ли Беттс в 1995 году была развёрнута широкая пропагандистская кампания о вреде экстази. Исследования, проведённые на северо-востоке Англии, позволяют сделать вывод, что кампания посодействовала распространению сведений об экстази и, как следствие, подтолкнула молодёжь пробовать его[18].
- В апреле 2007 года была предпринята попытка заблокировать распространение одного из ключей шифрования системы AACS через сайт Digg. Нескольким популярным сайтам были разосланы письма-предупреждения с требованием прекратить незаконное распространение информации (cease-and-desist letters), но это привело лишь к массовому распространению ключа в различных форматах на других сайтах и в чатах. Некоторые люди назвали число, содержащее ключ, «одним из самых знаменитых чисел в Интернете»[19]. В течение месяца ключ был опубликован более чем на 280 тысячах страниц, наносился на футболки и в виде татуировок, был упомянут в песне, клип на которую был просмотрен на YouTube более 45 тысяч раз. Также был создан Флаг свободы слова, в цветах которого закодирован ключ[13].
- В январе 2008 года организация «Церковь саентологии» безуспешно пыталась заставить некоторые веб-сайты удалить видеоинтервью с Томом Крузом, в котором обсуждалась данная религиозная организация. Эти попытки привели к рождению проекта «Чанология»[20][21][22].
- 5 декабря 2008 года неправительственная британская организация Internet Watch Foundation (IWF) внесла в чёрный список сайтов, содержащих детскую порнографию, статью Википедии Virgin Killer о музыкальном альбоме 1976 года германской Scorpions, заявив, что на обложке альбома приведено потенциально незаконное изображение ребёнка[20]. Статья быстро стала одной из самых популярных на сайте[23], а из-за публичного обсуждения цензуры изображение распространилось по множеству сайтов в сети[24]. Позже IWF сообщила новостной организации BBC News, что задачей IWF является уменьшать доступность неподобающих изображений детей в интернете, но в этом случае её попытки привели лишь к обратному эффекту[25]. Этот эффект упоминался IWF в заявлении, поясняющем удаление страницы Википедии из чёрного списка[26][27].
- В декабре 2010 года веб-сайт WikiLeaks подвергся DDoS-атакам и блокированию со стороны интернет-провайдеров после опубликования утечки дипломатических телеграмм США. Множество людей, симпатизирующих проекту WikiLeaks, создали зеркала веб-сайта, чтобы затруднить немедленное цензурирование информации[28][29].
- В начале апреля 2013 года Главное управление внутренней разведки, спецслужба французского разведывательного сообщества, заставило одного из администраторов французской Википедии удалить статью о военной радиостанции Пьер-сюр-От, угрожая ему уголовным преследованием. Сначала ГУВР пыталось добиться удаления статьи через официальных представителей фонда Wikimedia Foundation, но получила отказ, так как статья содержала лишь подборку общедоступной информации, сделанную в соответствии с требованиями к проверяемости. Статья была восстановлена через некоторое время и стала одной из самых популярных статей на сайте (по состоянию на 8 апреля 2013 года): было сделано несколько десятков её переводов в разделы Википедии на других языках[30][31][32]. Фонд Wikimedia выпустил публичное заявление[33][34].
- В июне 2015 года прокурор Черноярского района Астраханской области выявил, что в статье русскоязычного раздела Википедии под названием «Чарас» содержится подробная информация о приготовлении наркотика, указаны его составляющие и дозировка, и потребовал ограничить доступ к данной незаконной информации[35]. Черноярский районный суд Астраханской области пришёл к выводу, что содержащаяся в статье информация запрещена частями 1 и 2 статьи 46 Федерального закона Российской Федерации от 08.01.1998 № 3-ФЗ «О наркотических средствах и психотропных веществах» как пропаганда наркотических средств, направленная на распространение сведений о методах изготовления наркотических средств. Информация, размещённая в статье, была признана судом «информацией, распространение которой на территории Российской Федерации запрещено»[35]. Роскомнадзор направил Википедии уведомление с требованием заблокировать статью, однако статья не была удалена, и Википедия подверглась кратковременной блокировке в некоторых регионах страны. В связи с широким упоминанием спора в СМИ и угрозами Роскомнадзора заблокировать всю Википедию посещаемость статьи «Чарас» значительно возросла[36][37][38][39], некоторое время она занимала 2-е место[40][41] в списке самых посещаемых страниц русскоязычного раздела Википедии[39]. Некоторые СМИ назвали этот рост посещаемости проявлением эффекта Стрейзанд[42].
- 23 июня 2017 года глава Роскомнадзора предупредил о возможной блокировке мессенджера Telegram в случае отказа от сотрудничества с российскими властями в рамках «закона Яровой»[43]. Вслед за этим ФСБ сообщила об использовании Telegram террористами при подготовке теракта в метро Санкт-Петербурга 3 апреля 2017 года[44]. После данных заявлений популярность Telegram резко выросла[45] и он вышел на первое место в топе App Store[46][47].